# Politico Europe
Politico Europe (stilizzata come POLITICO Europe) è l'edizione europea della testata giornalistica americana Politico che si occupa degli affari politici dell'Unione europea. La sua sede si trova a Bruxelles con uffici aggiuntivi a Londra, Berlino, Varsavia, Parigi e Francoforte.

## Storia
Nel settembre 2014, Politico ha costituito una joint venture con l'editore tedesco Axel Springer SE per lanciare la sua edizione europea. Nel dicembre 2014, la joint venture ha annunciato l'acquisizione di Development Institute International, una delle principali società di conferenze francesi, e di European Voice, un quotidiano politico europeo precedentemente parte dell'Economist Group, da rilanciare con il marchio Politico. Tra i partecipanti all'evento di lancio del 21 aprile 2015, il presidente del Consiglio europeo Donald Tusk e il presidente del Parlamento europeo Martin Schulz.
Politico Europe ha debuttato con il suo primo numero cartaceo due giorni dopo, il 23 aprile 2015.
Le principali fonti di reddito sono la pubblicità, la sponsorizzazione di eventi e gli abbonamenti a pagamento, di cui quasi la metà proviene dal business degli abbonamenti.
Nel giugno 2018, per il secondo anno consecutivo, l'indagine annuale ComRes/Burson-Marsteller tra gli esperti dell'UE ha nominato Politico Europe la pubblicazione più influente sugli affari europei. Nonostante la relativa novità rispetto al panorama mediatico di Bruxelles, Politico Europe si è classificato al di sopra di pubblicazioni affermate come Financial Times, BBC, The Economist, Euractiv e Wall Street Journal nonché Twitter e Facebook.
Nell'agosto 2021, Axel Springer ha firmato un accordo per acquisire Politico, inclusa la restante quota del 50% della sua attuale joint venture Politico Europe, nonché il sito Web di notizie tecnologiche Protocol di Robert Allbritton per un valore stimato di $ 1 miliardo.
La redazione ogni anno premia l'uomo più potente d'Europa, con il premio Europe 28.